# Даяна Апълярд
Даяна Апълярд (на английски: Diana Appleyard) е британска писателка на бестселъри в жанра съвременна драма.

## Биография и творчество
Даяна Лесли Апълярд е родена на 17 юли 1961 г. в Бърли, графство Ланкашър, Англия, Великобритания. Учи в училище-пансион „Sunnybank“ в Бърли, след което учи в гимназия „Кралица Елизабет“ в Блекбърн. От 1980 г. до 1983 г. учи в Бристолския университет, който завършва с бакалавърска степен по английска литература.
След дипломирането си Даяна се насочва към журналистиката и започва работа като стажант-репортер в „Акрингтън Обзървър“ в Ланкашър в продължение на три години. После се премества в Манчестър във вестник „Manchester Metro News“, преди да започне да работи като кореспондент към радиото на Манчестър в продължение на три години. След това работи в радио „West Midlands“ в Бирмингам, където става кореспондент и на радио Би Би Си.
По време на своята работа среща и през 1987 г. се омъжва за Рос Джон Апълярд, кореспондент на „Скай Нюз“. Имат две дъщери – Бет (1988) и Шарлот (1991).
Въпреки трудностите в брака и отглеждането на децата тя е твърдо убедена, че ще продължи да работи, но с времето осъзнава, че това не е лесно. Напуска постоянната работа и става журналистка на свободна практика, за да има повече време за семейството си.
Тя пише за „Дейли Мейл“, „Дейли Телеграф“ и многобройни списания за жени като „Уомън & Хоум“, „Гламър“, „Грация“ и др. Специализира в очерци за работещи майки, семейни взаимоотношения и грижи за децата. Освен това често участва в радио програми и дневни програми в телевизията.
Първият ѝ роман „Домашен инстинкт“, който е почти автобиографичен, излиза през 1999 г. и става бестселър.
Следващите ѝ романи „Отделна класа“, „Всяка добра жена заслужава любовник“, „Игра с огъня“, „Твърде красива за танци“ и „От любов“, също донякъде имат връзка с живота ѝ, и с отношенията в семейството.
Даяна Апълярд е собственик и ръководи медийната компания „Appleyard Media“. Продължава да пише за „Daily Mail“ и „Daily Telegraph“, както и за онлайн издания, по теми свързани с отглеждането на деца и отношения в семейството.
Съпругът и Рос Апълярд напуска Би Би Си, основава и от 14 март 2008 г. работи като директор и мениджър на фирмата „Кърнан“ за луксозни имоти за почивка в Аргил, Шотландия. Направил е и документално-исторически филм за историята на района. Освен да пише Даяна е съуправител на фирмата и му помага в работата.
Даяна Апълярд живее със съпруга си в стара ловна хижа в Агрил. Тя обожава провинциалния живот и обича да язди коне. Също много обича да пътува по света и да среща различни култури, но не възприема пиърсингите по ушите на дъщеря си.

## Произведения

### Романи
- Домашен инстинкт, Homing Instinct (1999)
- Отделна класа, A Class Apart (2000)
- От любов, Out of Love (2002)
- Всяка добра жена заслужава любовник, Every Good Woman Deserves a Lover (2004)
- Игра с огъня, Playing with Fire (2005)
- Твърде красива за танци, Too Beautiful to Dance (2007) – номинирана за най-добър романтичен роман на годината